# Fort Edward (stacja kolejowa)
Fort Edward – stacja kolejowa znajdująca się w mieście Fort Edward w stanie Nowy Jork w Stanach Zjednoczonych. Obecnie obsługiwana przez Amtrak.
W 2017 roku stacja obsłużyła 9917 pasażerów.

## Historia
Pierwsza stacja kolejowa została wybudowana w Fort Edward w 1849 roku w ramach Delaware and Hudson Railway. Została ona przeniesiona w roku 1880 na miejsce obecnej stacji, a stary budynek przerobiono na magazyn. Obecny budynek stacji został wybudowany w 1900 roku.
W 1991 Delaware & Hudson zostało przejęte przez Canadian Pacific Railway, które planowało wyburzenie opuszczonego od lat 80. budynku stacji. W obronie budynku stanęli mieszkańcy miasta, którzy w 1994 otrzymali dotację federalną, za którą zakupili i wyremontowali stację.
W 2000 roku stację wpisano do rejestru National Register of Historic Places.

## Połączenia
Amtrak obsługuje stację Fort Edwards na dwóch połączeniach:
- Adirondack: Nowy Jork – Albany – Montreal[5]
- Ethan Allen Express: Nowy Jork – Albany – Rutland[6]